# Кембриджський грецький лексикон 2021 року
Кембриджський грецький лексикон 2021 року (англ. Cambridge Greek Lexicon) — це словник давньогрецької мови, що вийшов у Cambridge University Press у квітні 2021 року. Лексикон, уперше розроблений у 1997 році класиком Джоном Чедвіком, склала група дослідників із факультету класичних наук у Кембриджі. До складу цієї групи увійшли: еллініст Джеймс Діггл (головний редактор), Брюс Фрейзер, Патрік Джеймс, Олівер Сімкін, Енн Томпсон і Саймон Вестріп. Відмовляючись від переважного історико-лінгвістичного методу, лексикон починає кожен запис із значення кореня слова та продовжує перелік подальших загальних вживань. Словник також примітний уникненням евфемізмів.

## Розвиток
Протягом 20-го століття провідним словником давньогрецької мови в англомовному світі був Греко-англійський лексикон Лідделла-Скотта, широко знаний як LSJ за ініціалами його авторів (Генрі Лідделл, Роберт Скотт і Генрі Стюарт Джонс). Вийшов 1843 року у видавництві Oxford University Press, «LSJ» був словником широкого масштабу і мав на меті надати історико-лінгвістичний опис грецької мови. Його записи містили багато неперекладених грецьких цитат для ілюстрації окремих вживань слів, тоді як англійські наближення використовувалися економно.